# CNG
A CNG (Compressed Natural Gas) vagy sűrített földgáz nagy nyomás alatt tárolt szénhidrogén gázok elegye, amelyet gépjárművek üzemanyagaként, valamint fűtésre használnak. (Tekintettel a földgáz összetevőinek különböző tömöríthetőségére, a gázállapotú CNG már tiszta metán, mivel a többi összetevő – vízpára, etán, propán, bután stb. – 200 bar nyomás alatt már cseppfolyósodik és a nagynyomású tartály alján gyűlik.)
A földgázt vezetékhálózaton juttatják el a háztartási és az ipari fogyasztókhoz. A motorhajtóanyagként használt gáz lényegében azonos minőségű a háztartásban használttal, ám a vezetékhálózatból érkező gázt a töltőállomásokon általában még páramentesítik, így kevesebb víz jut be a járművek üzemanyagrendszerébe. A páramentesítés előtt a gázt nagynyomású kompresszorral 220 bar nyomásra (ez kis mértékben országonként eltérő lehet) sűrítik, és így tankolják a járművekbe. Az CNG palackban a földgáz nyomása változik a hőmérséklet ingadozás következtében, de ez motorüzemelés szempontjából figyelmen kívül hagyható. A járművekben a gáztartályok általában hengeres vagy nagyon ritkán gömbölyű alakúak, hogy a falaikat egyenletes nyomás terhelje. A névleges nyomás általában 220 bar. A motorok üzemelését a nyomás ugyan nem, de a földgáz fűtőértéke viszont befolyásolja, ez településenként eltérhet, de egy településen belül az eltérés 5%-nál nem lehet nagyobb.

## Összetétele
A földgáz különféle szénhidrogén vegyületekből áll. Tartalma általában 90%-a metán (CH4). Tartalmaz etánt (C2H6), propánt (C3H8), butánt (C4H10), szén-dioxidot (CO2) és nitrogént (N2).

## A CNG tulajdonságai
A gáz néhány tulajdonsága összetételtől függően, légköri nyomáson
- relatív sűrűség: 0,55–0,71 (ASTM D-3588 szerint, a levegőhöz viszonyítva)
- sűrűsége: 0,7–0,8 kg/m³ (tárolási nyomáson 128 kg/m³)
- moláris tömege 0,016043 kg/mol
- öngyulladási hőmérséklete: 480–640 °C
- alsó-felső gyulladási határkoncentrációja (térfogattörtben): 5–15 %
- lángterjedési sebessége: 0,33 m/s
- alsó fűtőértéke: 0,028–0,041 MJ/L
- alsó fűtőértéke: 47 000 kJ/kg
- felső fűtőértéke: 52 000 kJ/kg
- 1 liter földgáz elégetéséhez szükséges levegő mennyisége elméletileg: kb. 9,5 liter
- oktánszáma: kb. 120
- energia sűrűség tartályban: 46,5–49 MJ/kg (6,7–7,9 MJ/L)
- hajtóanyag és a levegő elméleti tömegaránya: 17:1 (égés elméleti levegőszükséglete)
- forráspont: −163 °C
- fagyáspont: -183 °C
- kritikus hőmérséklet -89 °C
- fajlagos hőkapacitás: 2,18 kJ/kg×K

## Technológia
A CNG-t Otto-motorokban (benzinüzemű), valamint Diesel-motorokban is lehet használni. A sovány gázt felhasználó Otto-motorok nagyobb hatásfokot tudnak elérni a sztöchiometrikus Otto-motorokkal összehasonlítva, magasabb NOx és szénhidrogén kibocsátás árán.
Az elektronikusan vezérelt sztöchiometrikus motorok alacsonyabb emissziót biztosítanak, és a lehető legmagasabb teljesítmény kibocsátását teszik lehetővé, különösen EGR-rel (amikor a kipufogógáz egy részét visszavezetik a szívó ágba), turbótöltéssel, intercoolerrel, valamint három utas katalizátoros konverterrel kombinálva, de az üzemanyag fogyasztásuk magasabb, és a hőhasznosításuk alacsonyabb.
A megfelelően kialakított sűrített földgázzal működő motor a benzinmotorral összehasonlítva a legmagasabb tengely-teljesítményt nyújtja, mert a sűrített földgáz oktánszáma magasabb, mint a benziné.
A CNG tartályok alacsony nyomáson (ún. „lassú töltés”), vagy magas nyomáson (ún. gyors töltés) tölthetőek fel. A különbséget a töltőállomáson érvényes ár, és a töltési idő jelenti. A műszaki lehetőség napjainkban már adott az éjszakai feltöltésre a normál gázhálózaton keresztül is, de ez számos országban nem engedélyezett, így köztük hazánkban sem.
A CNG hengereket acélból, alumíniumból, vagy műanyagból készítik. A könnyű kompozitból (ún. szénszállal erősített műanyag tartály) készült hengerek különösen előnyösek járműveknél, mivel a súlyuk jelentősen kevesebb, azaz sokkal könnyebbek, mint a korábbi generációs alumínium tartályok, ez pedig kevesebb üzemanyag-felhasználást eredményez (bár a tömeg-különbség csak elméleti jelentőségű, az össztömeg 1 százaléka alatti, vagyis gyakorlatilag elhanyagolható; sokkal jelentősebb az a gyakorlati megfontolás, hogy az alu tartályok élettartama nagyjából azonos a gépjármű 10-20 éves élettartamával és újra hasznosíthatók, az acéltartályok élettartamára nincs adat, feltehetően igen nagy, a műanyagtartályok élettartama pedig nem több 5 évnél és nem újra-hasznosíthatók).
A CNG tartályok általában az ISO 11439-es szabvány előírásainak felelnek meg.
Az Otto-motorokhoz alkalmazható CNG berendezés tartalmaz egy nyomás szabályzót (ami átalakítja a sűrített gázt), egy gázkeverőt, vagy gázinjektort (üzemanyagmérő berendezés). A korábbi generációs CNG-hez tartozó kit venturi típusú gázkeverővel kombinálva a Venturi-hatás elvén működik. A léptetőmotor az átáramló gáz mennyiségét szabályozza, az oxigén szenzor jelének folyamatos felhasználásával. Az újabb CNG berendezések elektronikusan több pontos befecskendezéssel működnek, hasonlóan a napjainkban használt autókban működő gázolaj befecskendezési rendszerekhez.
Az Amerikai Egyesült Államokban háromféle nyomásérték alatt használható, és ezt feliratozni is kell 16 574, 20 684, valamint 24 821 kPa

## Nemzetközi kitekintés
- Kanada

Kanadában nagy mennyiségben bányásznak földgázt, minek következtében a CNG ott gazdaságos üzemanyagnak számít. A kanadai ipar kifejlesztett CNG-vel működő buszmotorokat, kisbuszokat, teherautókat, taxikat is. A nagyobb városokban könnyen lehet találni CNG töltőállomásokat.
- Európa

Németországban az előrejelzések alapján a CNG-vel működő gépek mennyisége 2020-ra 2 millióra fog emelkedni. A CNG költsége Európában az egyéb fosszilis üzemanyagok költségeinek a fele, vagy harmada.
- Dél-Amerika

A földrészen Argentína és Brazília rendelkezik a két legnagyobb CNG-vel működő járműállománnyal. Az átalakítást ösztönzi a más üzemanyagokkal összehasonlítva jelentkező árkülönbség, a helyben gyártott berendezések, valamint a növekvő CNG infrastruktúra. A CNG-állomások úgynevezett "kék hálózatát" a délen elhelyezkedő főbb autóutak mentén fejlesztették ki (például Chile és Bolívia) a távolsági szállítások folyamatos üzemanyaggal való ellátására.
- Ázsia

Az olyan ázsiai gazdaságokban, mint India, a CNG 18,90 rúpia/kg (0,46 USD/kg) összegbe kerül, míg a benzin ára 50 rúpiára (1,25 USD) rúg. A költségmegtakarítás a csökkentett szennyezőanyag-kibocsátású és környezetbarátabb autók esetében óriási.
Iránban, Pakisztánban, Bangladesben és Indiában a CNG az egyik legjelentősebb üzemanyagforrássá vált a személyautók területén. India fővárosában Újdelhiben és a Gudzsarát tartománybeli Ahmadábádban a tömegközlekedési rendszer működtetése is ezen üzemanyaggal történik. A Delhi Szállítási Társaság üzemelteti a világon a legnagyobb CNG-vel működő flottáját. Pakisztán legnépesebb tartományában, Pandzsáb a kormány határozata értelmében 2007-re már valamennyi tömegközlekedési járműnek sűrített földgázzal kell működnie. Indiában és Bangladesben napjainkra sok riksa és személyszállító eszköz át lett alakítva komprimált metán üzeműre, az átalakítás költsége 800-1000 USD-t tesz ki. Dakka, Banglades fővárosában a riksák csak CNG-vel működhetnek 2003 óta.
2007 júliusától Pakisztán Ázsiában az első, világviszonylatban pedig a második legnagyobb CNG felhasználó. A Nemzetközi Sűrített Földgázzal működő Járművek Társasága tájékoztatása szerint Pakisztán rendelkezik a második legnagyobb sűrített földgázzal működő járműállományával. A Közel keleten és Afrikában Egyiptom jár az élen a 63000 darab CNG járművével és 95 töltőállomásával.

## Hazai alkalmazása
2009. április 15-én a Fővárosi Gázművek Zrt. megnyitotta saját használatú CNG-töltőállomását Köztársaság téri telephelyén. Nagyfogyasztók számára eddig is 11 db töltőállomást létesített.
Ugyanezen a napon hat közszolgáltató társaság szándéknyilatkozatot írt alá a CNG üzemű gépjárművek használatának elterjesztéséről.
A hatósági ellenőrzésre a Magyar Kereskedelmi Engedélyezési Hivatal jelöl ki vizsgálóállomásokat.
2015-ben pedig Miskolcon az MVK Zrt. telephelyén nyílt meg Észak-Magyarország első CNG töltőállomása.

## Jövője
Alacsonyabb árán kívül igen jelentős az is, hogy alacsonyabb CO2-kibocsátása folytán még földgáz-inputtal is lényegesen kisebb üvegházhatást kelt, mint a benzin vagy dízelolaj. Azonban az igazi jelentősége a biometánból előállított üzemanyagnak, a CBM-nek (Compressed Bio-Methane) lesz (ld. biogáz). Tekintettel a biogáz sokféle előnyös tulajdonságára, a CBM feltehetően kiszorítja először a kőolaj-termékeket, majd a földgázt – és a belőle előállított CNG-t – is.